# Wheeler (Indiana)
Wheeler es un lugar designado por el censo ubicado en el condado de Porter en el estado estadounidense de Indiana. En el Censo de 2010 tenía una población de 443 habitantes y una densidad poblacional de 64,4 personas por km².

## Geografía
Wheeler se encuentra ubicado en las coordenadas 41°30′38″N 87°10′16″O / 41.51056, -87.17111. Según la Oficina del Censo de los Estados Unidos, Wheeler tiene una superficie total de 6.88 km², de la cual 6.88 km² corresponden a tierra firme y (0%) 0 km² es agua.

## Demografía
Según el censo de 2010, había 443 personas residiendo en Wheeler. La densidad de población era de 64,4 hab./km². De los 443 habitantes, Wheeler estaba compuesto por el 94.13% blancos, el 0.9% eran afroamericanos, el 1.81% eran amerindios, el 0.23% eran asiáticos, el 0.23% eran isleños del Pacífico, el 0.23% eran de otras razas y el 2.48% pertenecían a dos o más razas. Del total de la población el 4.51% eran hispanos o latinos de cualquier raza.